# Mali Drenovac
Mali Drenovac (en serbe cyrillique : Мали Дреновац) est un village de Serbie situé dans la municipalité d'Aleksinac, district de Nišava. Au recensement de 2011, il comptait 133 habitants.

## Démographie
| 1948 | 1953 | 1961 | 1971 | 1981 | 1991 | 2002 | 2011 |
| ---- | ---- | ---- | ---- | ---- | ---- | ---- | ---- |
| 368  | 367  | 361  | 296  | 246  | 210  | 176  | 133  |

|  |